# Sylwia Ejdys

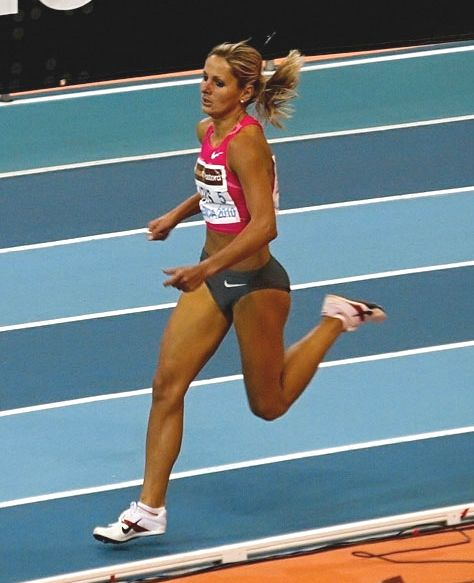
Sylwia Ejdys 2010

Sylwia Ejdys (* 15. Juli 1984 in Bogatynia) ist eine polnische Mittelstreckenläuferin, die sich auf die 1500-Meter-Distanz spezialisiert hat.
2007 siegte sie beim Leichtathletik-Europacup und bei den Militärweltspielen und gewann Bronze bei der Universiade.
Im Jahr darauf schied sie bei den Olympischen Spielen in Peking im Vorlauf aus und wurde Siebte beim Leichtathletik-Weltfinale. Bei den Weltmeisterschaften 2009 in Berlin erreichte sie das Halbfinale.
2010 wurde sie Vierte bei den Hallenweltmeisterschaften in Doha und Zwölfte bei den Europameisterschaften in Barcelona.
Bislang wurde sie fünfmal nationale Meisterin über 1500 Meter (2006–2010). In der Halle holte sie sich 2009 den Titel über 800 Meter und 2010 über 3000 Meter.
Sylwia Ejdys wird von Marek Adamek trainiert und startet für den Verein WKS Śląsk Wrocław.

## Persönliche Bestzeiten
- 800 m: 2:00,36 min, 10. Juni 2008, Moskau
  - Halle: 2:01,43 min, 15. Februar 2009, Karlsruhe
- 1000 m: 2:39,56 min, 26. April 2008, Zgorzelec
- 1500 m: 4:02,30 min, 28. Juli 2009, Monaco
  - Halle: 4:07,17 min, 13. Februar 2010, Valencia
- 1 Meile (Halle): 4:27,75 min, 20. Februar 2010, Birmingham
- 3000 m: 8:58,26 min, 20. Juni 2009, Leiria
  - Halle: 8:54,34 min, 7. Februar 2009, Stuttgart